# Боне Петров
Хаджи Боне Петров е заможен българин от София, с голямо обществено влияние преди Освобождението, съратник на Васил Левски.

## Биография
Преселва се през 1860 г. в София, където отваря кръчма и си купува къща на Солни пазар. Самоук, в младите си години станал килиен учител. Търгувал със земи и храни. Притежавал е два чифлика: единият 1000 дк в землището на с. Герман, а другият над 2000 дк. в с. Горубляне. Бил е председател на Тайния революционен комитет в София на Вътрешната революционна организация.
След Освобождението през 1878 г. е дългогодишен председател на Софийската окръжна постоянна комисия, училищен и църковен настоятел, певец в черквата Св. Никола епархийски съветник и помощник-кмет на столицата при Сукнаров. Води дневник от 1853 г. до 1894 г. Дневникът му е съхранен само отчасти.
Той е собственик на Германския хан на Цариградското шосе (срещу главния вход на двореца Врана, в който е отсядал Левски и се е срещал със селяните от Герман, Горубляне, Казичане, Горни и Долни Лозен. В ханът над кръчмата е имало две стаи: една обитаема и необитаема с тясно прозорче, където се изкачвали сподвижниците. По-често от двамата апостоли емигранти, минавал Димитър Общи, който отсядал в къщата на Христо Ковачев, учител по турски и певец в църквата св. Крал.
Заедно с Михаил К. Буботинов организират в пълна тайна от османците 800 подписи за декларация-протест срещу наложената конституция от Мидхад паша. Събират подписите в тайни стаи на църквата, без знанието и подписите на известните българи-шпиони и чорбаджии. Изпращат копия до френското, английското и руското посолството, както и до Българската екзархия в Цариград. Буботинов носи протеста до френския консул Леге, живеещ в еврейска къща срещу Буюкджамия (днешния Национален архиологичен музей на улица Леге). Консулът Леге се съгласява да препрати писмата до Цариград.
Писмата имат желаният ефект пред великите сили, а Мидхад паша в остър тон изисква от Махзар паша обяснение, защо не е предотвратил протеста. От своя страна Махзар паша извикал хаджи Мано Стоянов, който в дълги словоизляния се заклел да разбере подробности от заговора за протеста. Х. Боне Петров отрекъл пред х. Мано, че участвал. Според законите, ако протестите не били хванати по пощата, организаторите не можело да бъдат обесени.
По време на руско-турската война през 1877 г. се криел в чифлика си в село Герман, но е арестуван от османлиите, разпитван няколко пъти, осъден и заточен.
Израснал в бедно семейство, надарен с будно съзнание и способности, самоук, любознателен. На младини той е бил килиен даскал, по-късно изучил няколко занаята и търгувал със земи и храни. Притежавал кръчма в София и два чифлика: единият около 800 декара в землището на родното си село – Герман, а другият – чифликът „Чардаклия“, в землището на село Горубляне над 2000 декара – сегашният парк „Врана“ (ЦДИА, ф.92, оп. 1, а.е. 176, лист 1).
По землячния регистър имотите на Х.Б.Петров, които са били разположени на територията на парк „Врана“, възлизат на 117 декара (ЦДИА, ф.92, оп.1, а.е. 166, лист 21). В най-бурните години, преди освобождението той е участвал в революционната дейност за освобождението на България от турско иго в Софийско (Бончо Хаджи Бонев, „Съвременниците на Левски в София“, вестник „Държавен служител“, София, 26 февруари 1958 г.). След обесването на Васил Левски е бил изпратен на заточение в известната турска крепост Диарбекир. При завръщането си оттам, веднага след Освободителната война при първото българско правителство, Х. Боне Петров взима чифлика „Чардаклия“ под наем за две години. След това предприемчивият и енергичен Х. Б. Петров го купува за 500 златни лири от наследниците на Осман Паша. След купуването на чифлика веднага започва да го възстановява. Архивните документи свидетелстват, че върху пепелището на бившия конак със старинни чардаци, той построява едноетажна къща за живеене, а до нея воденица, хамбар, три ратайски къщи, три яхъра, обор. В посока към Цариградското шосе разработва бахчи, зеленчукови градини, а от североизточна страна на своята къща засажда 6 декара овощна градина. В състава на чифлика влизат многобройни ниви и ливади, разположени в землището на с. Горни Лозен.
Писателят Б. Х. Бонев в разказа си за „Чардаклия“ отбелязва: „За две години новият чифликчия създава свой имот на мястото на стария „Чардаклия“, чието име останало като спомен и като символ на едно робско минало“. Писателят пресъздава облика на новия чифлик в първите години на неговото съществуване: „Върху грамадната дворна площ, където някога се издигаха гордо конаците на Осман паша и синовете му Мурад бей и Мустафа бей, със своите гиздави старинни чардаци, върху местата, гдето бяха построени хамбарът, магерницата, жилищата, оборите и разните домакински постройки на стария турски чифлик, разрушен из основи, сега се вдигаха една след друга нови сгради, строени за ново време, от новия стопанин, чието зорко око бдеше над всяка стъпка и чиято здрава десница ръководеше живота тук умело и ловко…“
Пейзажът на „Чардаклия“ по това време е бил доста пустинен – изсечени дървета и запуснати ниви. Хаджи Боне го е облагородил и направил богат и красив имот. Интересна е и къщата на самия стопанин. Тя на пръв поглед не привлича вниманието, но малцина знаят, че тук, сред тишината и спокойствието са черпили вдъхновение най-добрите български писатели. В архива на Бончо Хаджибонев е останал запис, че в чифлика са идвали Иван Вазов, Пенчо Славейков, Алеко Константинов, Кирил Христов. За 20 години Хаджи Боне успява да създаде образцово земеделско стопанство, от което получава богати реколти.
- Информацията, посочена тук е част от научния труд – "Паркът „Врана“ – история и композиция" на доц. Лидия Фомина, издадена през 2003 г. от издателство „Земиздат“.

## Дворец „Врана“
Славата на възродения и богат чифлик „Чардаклия“ се разнася надалеч и той започва да буди любопитството и да тегли към себе си алчни за богатство хора.
Княз Фердинанд проявил силен интерес към имота. Можем да предположим, че е купувал първо земи, разположени до Цариградското шосе в съседство с чифлика, а след това за разширяване на имотите му е бил необходим и самият чифлик, който е заемал благоприятно положение недалече от р. Искър. В архива на Бончо Хаджибонев е останала следната бележка: „През 1890 – 1894 г. Хаджи Боне Петров на два пъти е канен от Фердинанда в двореца, за да го склони да му продаде имота си...“
Имотът е продаден на 18 ноември 1898 г. на публичен търг. В търга участват Народната банка, богатите софийски банкери Ешкенази, Леви и придворният аптекар Странски. Последният наддава и купува „Чардаклия“ за 56 500 златни лева. А след 3 седмици го продава на Фердинанд.
Документите, които се съхраняват в Централен държавен исторически архив, разкриват тайната за завладяването на чифлика „Чардаклия“ от Фердинанд и нещастната съдба на стопаните му в края на 1899 г. Хаджи Боне не става свидетел на трагичните събития, защото почива през 1895 г.
Дълги години наследниците на Хаджи Боне са водили множество дела срещу Фердинанд, но без резултат.
- Информацията, посочена тук, е част от научния труд "Паркът „Врана“ – история и композиция" на доц. Лидия Фомина, издаден през 2003 г. от издателство „Земиздат“.

## Родово дърво
Баща му е родом от с. Хрельово, Самоковско.
Х. Боне Петров има син Георги х. Бонев и внук писателя Бончо х. Бонев (20.IX.1889, София – 29.X.1954, София), който описва х. Боне по спомените на баща си Георги и слугата на х. Боне – Дамян.
Има брат Андон, поп в с. Герман (поп Донко), който е дядо на художника-класик Васил Стоилов. Кум му е поп Миладин от с. Гурмазово.